# Kurpark (Tanne/Harz)
Der Kurpark Tanne ist eine ab Mitte der 1930er Jahre angelegte Grünanlage und ein ehemaliger Botanischer Garten in Tanne (Harz).

Üppige Pflanzenpracht im Kurpark um 1975

## Lage
Die über 2 ha große Parkanlage befindet sich im Ortszentrum, am Nordhang des Tals der Warmen Bode. Die Anlage grenzt an den Tanner Festplatz mit Dorfgemeinschaftshaus, einer Grillhütte und dem Schützenhaus.

## Geschichte

### Anfänge und Entstehung
Die Pläne für die Anlegung eines Kurgartens entstanden zu Beginn der 1930er Jahre. Im Rahmen des Ausbaus der heutigen Bundesstraße 242 (Harzhochstraße) in den Jahren 1936 bis 1938 erhielt die Gemeinde Tanne eine finanzielle Unterstützung für die Gestaltung einer „Parkanlage mit Springbrunnen und Ruhebänken zur Förderung des Fremdenverkehrs“. Zwischen 1937 und 1939 wurde daher eine ungenutzte Brachfläche im Ortszentrum in eine Grünanlage umgestaltet. Die Anlage mit einer Fläche von ca. 1000 m² konnte kriegsbedingt jedoch nicht vollständig fertiggestellt werden.
Nach Kriegsende gab es zunächst andere Prioritäten. Erst ab Ende der 1950er Jahre entwickelte sich die Idee, die bestehende Anlage zu erweitern. Unter der Leitung von Bürgermeister Friedrich Simon ging man ab 1957 an die Umsetzung. Zunächst wurde der Nordhang des Bodetals zu einem terrassenförmigen Parkgelände umgestaltet. Wege wurden angelegt, Bäume und Sträucher gepflanzt und Sitzbänke aufgestellt. Als erstes Bauwerk entstand ein Musikpavillon. Eine Liegehalle für die Freiluftkur wurde ebenfalls aufgebaut. 1961 erfolgte die offizielle Einweihung der Anlage.
Der Kurpark entwickelte sich in den folgenden Jahren zum kulturellen Zentrum von Tanne. In dem kleinen Musikpavillon gab es in den Sommermonaten regelmäßige Konzerte und Darbietungen. Die Anpflanzung wurde kontinuierlich erweitert, die Pflanzenwelt auf dem Hangareal wuchs bis zum Ende der 1980er Jahre auf rund 350 verschiedene Arten an.

### Projekt „Botanischer Garten“
Mitte der 1980er Jahre beschloss der Kulturbund der DDR, den Tanner Kurpark zu einem Botanischen Garten umzugestalten – als dauerhaften Ersatz für den nicht mehr zugänglichen Brockengarten. Die Betreuung der Anlage sollte die Universität in Halle übernehmen. Eine grundlegende Neukonzeption zur Neugestaltung des gesamten Kurparks wurde am 13. Oktober 1988 beschlossen. Bis zum Mauerfall 1989 wurde die Neugestaltung jedoch nicht mehr umgesetzt.

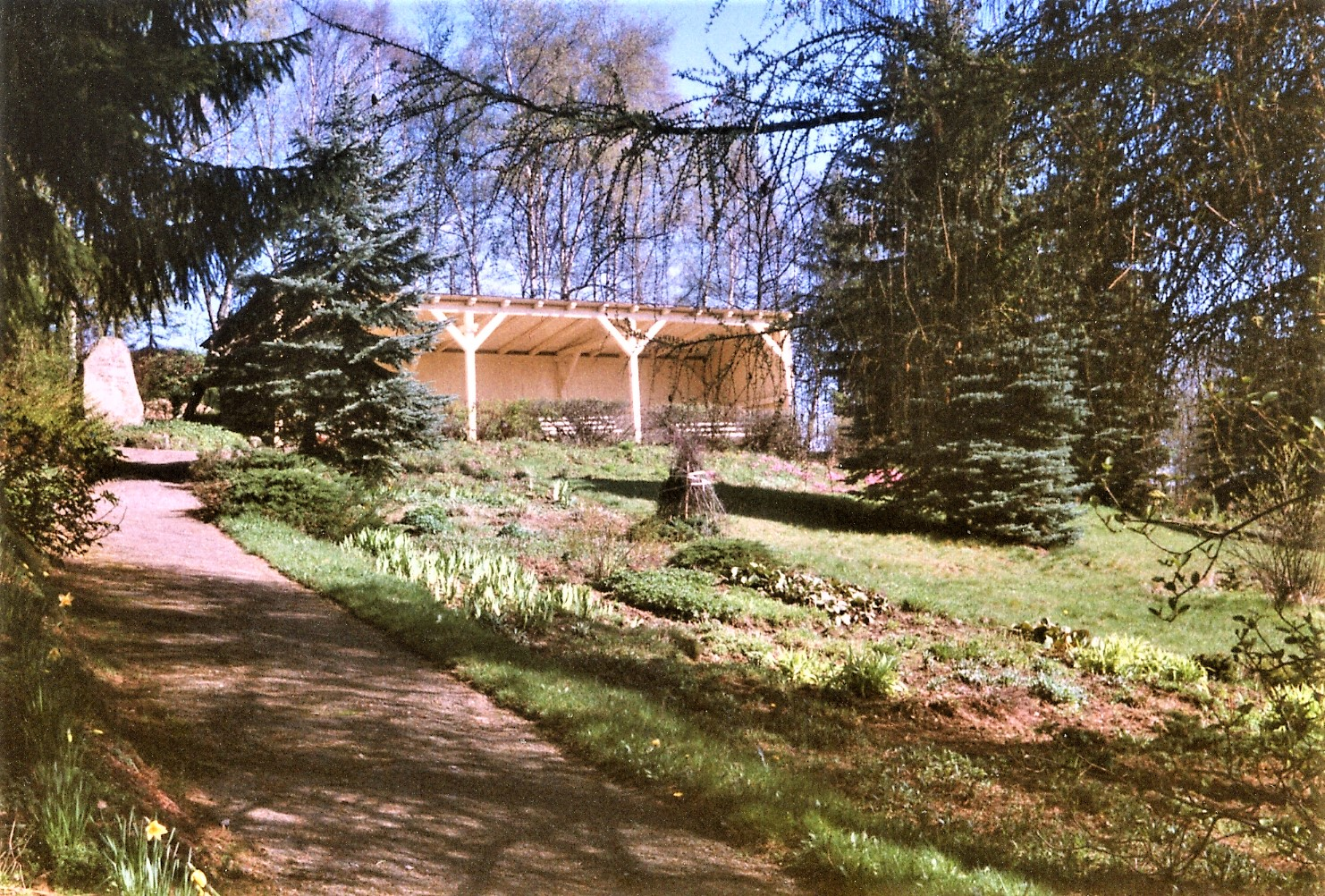
Ehemalige Liegehalle, 1990 abgerissen

### Umgestaltung nach 1990
Im Rahmen von Arbeitsbeschaffungsmaßnahmen wurde der Kurpark ab 1991 zum botanischen „Harzgarten“ umgestaltet. Die Anlage wurde in verschiedene botanische Lebensbereiche gegliedert. So entstanden u. a. ein Heidegarten, ein Alpengarten, ein Farn- und Gräsergarten und ein Wassergarten. Im Mai 1994 wurde die neu gestaltete Grünanlage der Öffentlichkeit zur Nutzung übergeben.
Ende der 1990er Jahre verwilderte die Anlage zusehends und die Anlagen verfielen. Noch vor der Jahrtausendwende musste der Musikpavillon abgerissen werden. Auch die Liegehalle sucht man heute vergebens.
Seit dem Jahr 2014 wird der Park durch eine ehrenamtliche Bürgerinitiative gepflegt und erhalten.

Ehemaliges Alpinum im Kurpark